# Heilig-Bloedprocessie (Meigem)

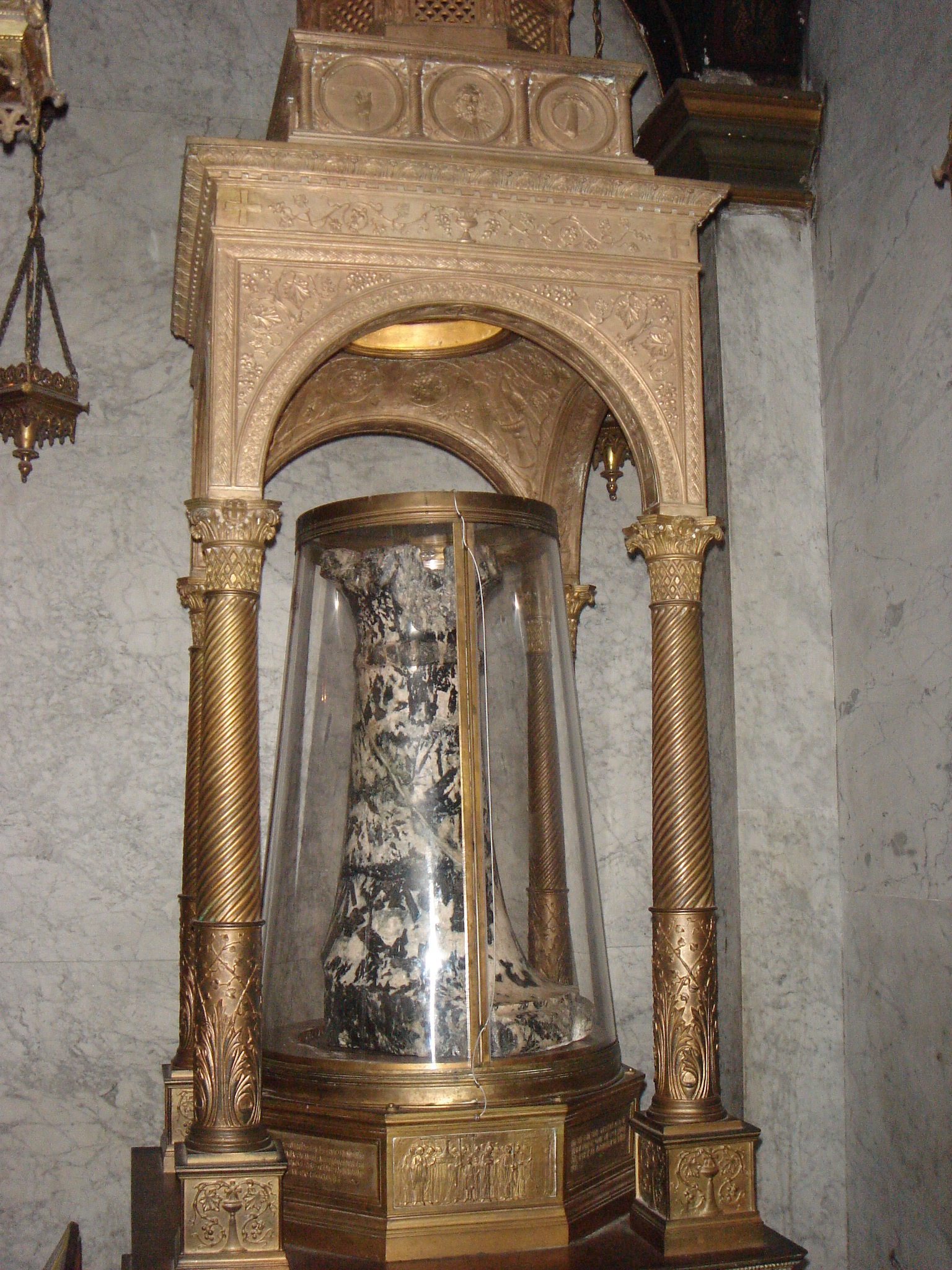
De geselkolom in de Basilica di Santa Prassede in Rome.

De Heilig-Bloedprocessie van Meigem is sedert 1945 een jaarlijkse en rooms-katholieke processie rond de verering van het Heilig Bloed van Christus, het vervolg van een volksdevotie die in deze Belgische deelgemeente van Deinze bestond sedert 1724. In tegenstelling tot Heilig Bloedprocessie in Brugge, waar het om het bloed zelf gaat, worden hier bebloede stukjes van de geselkolom van Christus aanbeden.

## Verering
Na de Vijfde Kruistocht (1217-1221) bracht de Italiaanse kardinaal Giovanni Colonna (1170-1245) een stuk van de geselkolom van Christus mee vanuit Jeruzalem naar Rome, waar ze in de Sint-Praxedisbasiliek wordt bewaard. Een Norbertijn van de abdij van Drongen bracht in 1724 twee stukjes van die kolom mee naar Meigem. Dit was onder meer te danken aan pastoor Pieter Moortgat (1665-1724), die toen priester was op de parochie. Onmiddellijk kwam er een verering op gang met de vraag om genezing voor bloedziekten.
De verering kreeg begin de jaren 30 een nieuw impuls door de toenmalige pastoor Arthur Pypers (1876-1939), die er parochieherder was van 1929 tot 1939. In 1933-1934 werden de houten statiekruisen vervangen door vijf kunstzinnige staties in hardsteen gemaakt door beeldhouwer Oscar Sinia uit Gent. Het zijn telkens afbeeldingen van hoe Christus bloed vergoot.
- Bloedverlies bij de besnijdenis
- Jezus zweet bloed in de hof van olijven
- Bloedverlies aan de geselkolom
- Bloedverlies bij de doornenkroning
- Bloedverlies bij de kruisiging

Pastoor Pypers lag ook aan de basis van het octaaf dat telkens duurt van 1 tot 8 juli.

## Processie
De Heilig-Bloedprocessie kwam pas eerst in 1945, telkens op de eerste zondag van juli. Pastoor Alfons Van Zandycke (1888-1972) liet deze organiseren als tegenhanger van de bevrijdingsstoeten die in andere omliggende dorpen werd gehouden. Meigem had trouwens zwaar te lijden gehad onder het geweld van de Tweede Wereldoorlog. Bij de bloedige aanslag van 27 mei 1940 in de kerk van Meigem kwamen er 24 mensen om het leven. Vanaf 1946 werd het uit 1934 gerestaureerde schrijn zelf meegedragen. Meer dan 500 figuranten treden aan in die optocht waaronder ook een groep uit Voormezele, waar jaarlijks een bloedprocessie wordt gehouden. In de rondgang zitten er taferelen over het leven en lijden van Jezus alsook voorstellingen van de overbrenging van het reliek.